# YNB 엔터테인먼트
YNB 엔터테인먼트(영어: YNB Entertainment)는 대한민국의 연예기획사다. 공동대표이사는 양승원과 방윤태 사장이었다. 2011년에 설립되어 2018년에 폐업하였다.

## 연혁
싸이와 이정현의 매니저 출신이던 방윤태는 2011년 8월 10일 카바뮤직을 설립하였다. 2012년 2월 3일 파스타 엔터테인먼트로, 이어 7월 25일 YNB 엔터테인먼트로 상호를 변경하였다. 비슷한 시기에 역시 싸이의 매니저 출신인 양승원이 공동대표가 되었다.
2013년 4월 첫 번째 아티스트 40와 계약하였고, 이들은 2013년 4월 10일 디지털 싱글 〈April's Spring〉을 발매하였다.
2013년 7월 YNB 엔터테인먼트의 4인조 걸그룹 베스티가 데뷔하였다. 베스티는 전 EXID 멤버 출신인 혜연(전 예명 다미), 해령, 유지와 댄스 실력으로 화제가 된 연습생 다혜가 결성한 걸그룹이다.
2014년 8월 세계 최초 모바일 그룹 노을이 YNB 엔터테인먼트와 계약하였다. 노을은 2015년 1월 계약한 지 5개월 만에 첫 미니 앨범 《보이지 않는 것들》을 발매하였다.
2014년 10월 K팝스타 3 출신인 혼성 듀오 그룹 알맹과 계약하였고, 2014년 10월 21일 첫 미니 앨범 《compoSing Of Love》로 데뷔하였다.
2016년 3월 5인조 보이그룹 크나큰이 데뷔하였다.
2017년 9월 5일 베스티의 유지와 다혜가 전속계약을 해지하며 팀에서 탈퇴하였고, 2018년 10월 혜연이 스타이엔티와 새 전속계약을 맺으면서 베스티는 해체하였다. 한편 크나큰은 2018년 9월 10일에 김유진의 탈퇴와 함께, YNB 엔터테인먼트의 지원이 어렵다는 판단 하에 멤버 전원이 전속계약을 해지
2018년 4월 18일 사내이사로 양로니가 취임하였으나 2018년 11월 30일 폐업하였다. 현재 방윤태는 오프더레코드 엔터테인먼트에 있다.

## 과거 소속 연예인
- 노을
- 40
- 알맹
- 크나큰
- 베스티

## 연도별 배출 아티스트
| 연도 | 아티스트 | 형태 | 구성원                                  | 데뷔연도 | 풍선색                 | 팬클럽   | 리더   |
| ---- | -------- | ---- | --------------------------------------- | -------- | ---------------------- | -------- | ------ |
| 2013 | 40       | 솔로 | 40                                      | 2011     | 없음                   | 없음     | 없음   |
| 2013 | 베스티   | 그룹 | 혜연, 해령                              | 2013     | 없음                   | 베스티니 | 혜연   |
| 2014 | 알맹     | 듀오 | 최린, 이해용                            | 2014     | 없음                   | 없음     | 이해용 |
| 2015 | 노을     | 그룹 | 강균성, 전우성, 이상곤, 나성호          | 2002     | 노랑, 주황             | 노을빛   | 이상곤 |
| 2016 | 크나큰   | 그룹 | 김유진, 오희준, 박서함 , 정인성, 김지훈 | 2016     | 로즈 골드, 트윙클 실버 | 팅커벨   | 김지훈 |